# Mercredis blancs
 (février 2020).
Les Mercredis blancs est une campagne sociale visant à lutter contre le hidjab forcé en république islamique d'Iran en l'an AH[Quoi ?] par le fondateur du Liberation Freedom Movement, qui était également un mouvement en ligne ayant un objectif similaire, dans le but de manifester dans le texte de la société et de la rue, Fondé,,,,.